# Premi Mao Dun de Literatura

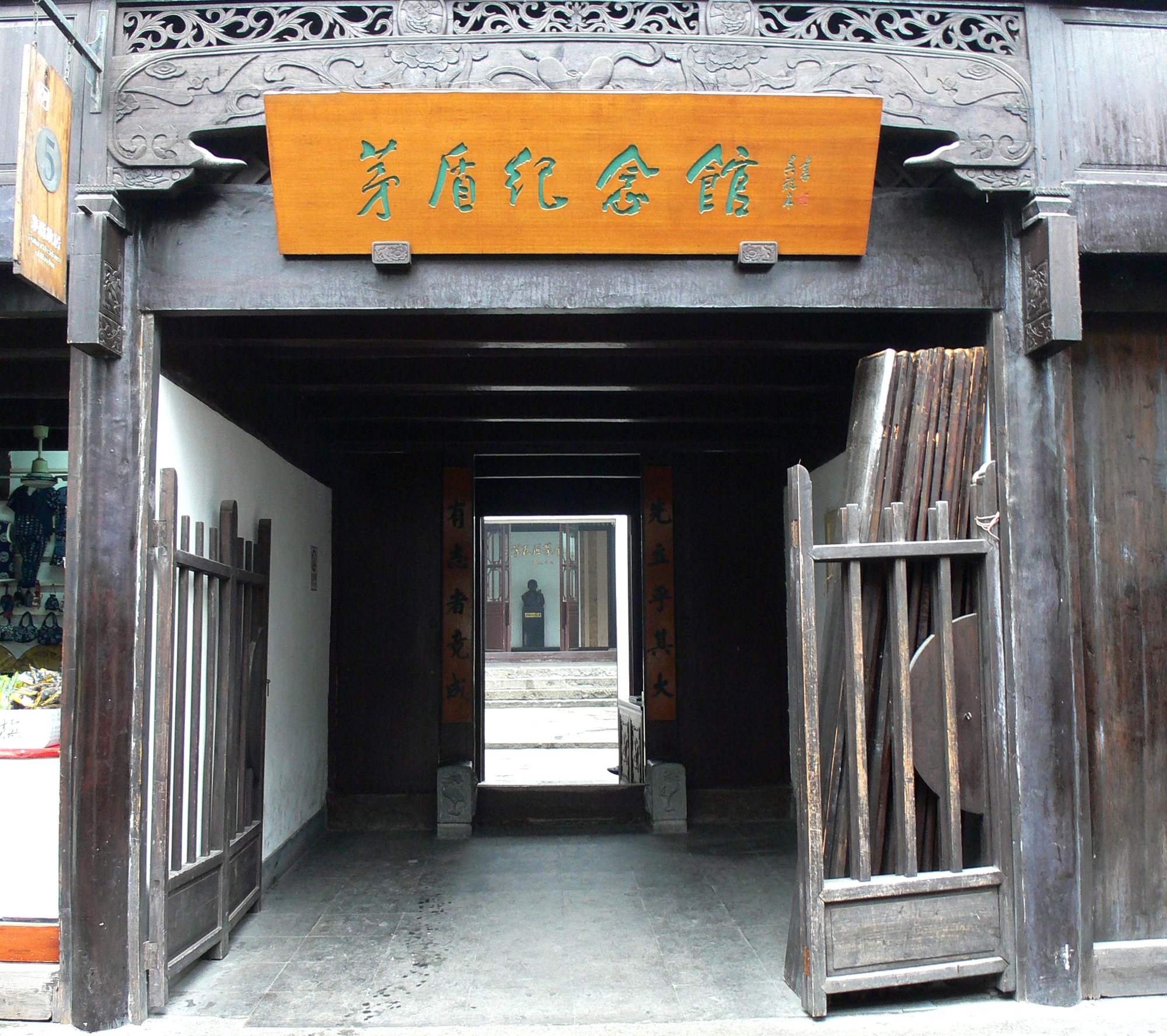
Memorial Mao Dun a Wuzhen (antiga residència de l'escriptor)

El Premi Mao Dun de Literatura va ser creat l'any 1982 com a guardó per autors de ficció en llengua xinesa. Porta el nom del polític i novel·lista Shen Dehong (1896-1981) que va escriure sota el pseudònim de Mao Dun. El premi és gestionat per l'Associació d'Escriptors Xinesos, organització que Shen va presidir des de 1978 fins a la seva mort.
El jurat està format per 61 membres (crítics literaris i escriptors); les obres han de ser escrites en xinès amb un mínim de 130.000 caràcters, per ciutadans xinesos i publicades a la Xina continental. Des de 2011 el jurat accepta novel·les publicades a Internet.
En cada convocatòria s'entrega el premi entre 3 i 5 autors, i des de 1991 el guanyadors reben la quantitat de 500.000 yuan.
Des de l'inici fins a 2019 el premi s'ha entregat a 48 obres. Entre els guanyadors més coneguts destaca Chen Zhongshi, amb la novel·la "Bai Lu Yuan " (1997), traduïda a l'anglès com "White Deer Plain" amb 1,35 milions d'exemplars venuts, Mo Yan amb "Wa", escriptor que també ve rebre el Premi Nobel de Literatura i Ge Fei (Ge Fei escriptor) l'any 2015.

## Guardonats
| ANY  | AUTOR | Títol en xinès                                                                      | Títol en pinyin | Traducció anglesa |
| ---- | --- | ----------------------------------------------------------------------------------- | --- | --- |
| 1982 | - Wei Wei 魏 巍 - Zhou Keqin 周克芹 - Yao Xueyin 姚雪垠 - Mo Yingfeng 莫应丰 - Li Guowen 李国文 - Gu Hua 古花                                            | - 东方 - 徐茂和他的奴儿们 - 李自成 - 将军吟 - 冬天里的春天 - 芙蓉镇                 | - dōngfāng - xǔ mào hé tā de nǚermen - lǐ zìchéng - jiāngjūn yín - dōngtiān lǐ de chūntiān - fúróng zhèn                   | - Orient - Xu Mao and his daughters - Biographical novel on Li Zheng - General's Chant - Spring in Winter - A Small Town Called Hibiscus     |
| 1985 | - Zhang Jie 张结 - Liu Xinwu 刘心武 - Li Zhun 李准 | - 沉重的翅膀 - 钟鼓楼 - 黄河东流去                                                  | - chénzhòng de chìbǎng - zhōnggǔlóu - Huáng Hé dōng liú qù                                                                 | - Leaden Wings - Bell and Drum Tower - Yellow River Flowing to East                                                                          |
| 1991 | - Lu Yao 路遥 - Ling Li 凌厉 - Sun Li (escriptor nascut 1949)孙力 i Yu Xiaohui 余小惠 - Liu Baiyu 刘白羽 - Huo Da 霍达 - Xiao Ke 萧克 - Xu Xingye 徐兴业 | - 平凡的世界 - 少年天 子 - 都市风流 - 第二个太阳 - 穆斯林的葬礼 - 浴血罗霄 - 金瓯缺 | - píngfán de shìjiè - shàonián tiānzǐ - dūshì fēngliú - dì'èr gè tàiyáng - mùsīlín de zànglǐ - yùxuè luó xiāo - jin'ōu quē | - Ordinary World - Son of Heaven - Metropolis - The Second Sun - The Funeral of Muslim - Blood on the Luoxiao Mountains - Broken Golden Bowl |
| 1997 | - Chen Zhongshi 陈忠实 - Wang Huo 王火 - Liu Sifen 刘斯奋 - Liu Yumin 刘玉民                                                                             | - 白鹿原 - 战争和人 - 白门柳 - 骚动之秋                                             | - báilùyuán - zhànzhēng hé rén - báiménliǔ - sāodòng zhī qiū                                                               | - White Deer Plain - War and People - White Gate Willow - Unsettled Autumn                                                                   |
| 2000 | - A Lai 阿来 - Wang Anyi 王安忆 - Zhang Ping (Escriptor) 张平 - Wang Xufeng 王旭烽                                                                       | - 尘埃落定 - 长恨歌 - 抉择 - 茶人三部（一、二)                                      | - chén'āi luòdìng - chánghèn gē - juézé - chárén sānbùqū (I i II)                                                          | - After the Dust Settled - The Song of Everlasting Sorrow - Decision - Three Episodes of Tea-man                                             |
| 2005 | - Xiong Zhaozheng 熊召政 - Zhang Jie 张结 - Chu Chunqiu - Liu Jianwei 柳建伟 - Zong Pu 宗璞                                                              | - 张居正 - 無字 - 历史的天空 - 英雄时代 - 東藏記                                    | - Zhāng Jūzhèng - wú zì - lìshǐ de tiānkōng - yīngxióng shídài - dōng cáng jì                                              | - Biographical novel on Zhang Juzheng - Wordless - Sky of History - Heroic Time - Lead-in of Wild Gourd                                      |
| 2008 | - Jia Pingwa 贾平凹 - Chi Zijian 迟子建 - Mai Jia 麦家 - Zhou Daxin 周大新                                                                               | - 秦腔 - 额尔古纳河右岸 - 暗算 - 湖光山色                                           | - qin qiang - é ěr gǔnà hé yòu'àn - àn suàn - hú guāng shānsè                                                              | - Qin Melody - The Right Bank of Er'guna River - In the Dark - The Scenary of the Lake and the Mountain                                      |
| 2011 | - Zhang Wei 张炜 - Liu Xinglong 刘醒龙 - Mo Yan 莫言 - Bi Feiyu 毕飞宇 - Liu Zhenyun 刘震云                                                              | - 你在高原 - 天行者 - 蛙 - 推拿 - 一句顶一万句                                      | - nǐ zài gāo yuán - tiān xíng zhě - wā - tuīnà - yī jù dǐng yī wàn jù                                                      | - On the Plateau - Skywalker - Frog - Massage - A World is Worth Ten Thousand Words                                                          |
| 2015 | - Ge Fei 格非 - Wang Meng (escriptor) 王蒙 - Li Peifu 李佩甫 - Jin Yucheng 金宇澄 - Su Tong 书童                                                         | - 江南三部曲 - 这边风景 - 生命冊 - 繁花 - 黄雀记                                    | - jiangnan san buqu - zhè biān fēng jǐng - shēng mìng cè - fán huá - huáng què jí                                          | - Jiangnan Trilogy - Scenery on This Side - The Book of Life - Blossoms - Yellow bird story                                                  |
| 2019 | - Liang Xiaosheng 梁晓声 - Xu Huaizhong 徐怀中 - Xu Zechen 徐则臣 - Chen Yan 陈彦 - Li Er 李洱                                                           | - 人世间 - 牵 风机 - 北上 - 主角 - 应物兄                                           | - ren shi jian - qian fengji - bei shang - zhujiao - ying wu xiong                                                         | - The Human World - Story of the Towing Wind - Northward - The Protagonist - Professor Ying Wu                                               |
| 2023 | - Yang Zhijun - Qiao Ye - Liu Liangcheng - Sun Ganlu 孙甘露 - Dong Xi (escriptor)                                                                        | - - 雪山大地 - 宝水 - 本巴 - 千里江山图 - 回响                                      | | - - The Snow Mountain and the Homeland - Baoshui Village - Bomba - A Panorama of Rivers and Mountains - Resonance                            |